# Paret toma
Paret formada per una acumulació provisional de pedres en forma d'un parament simple.

## Ús
Delimita un corral de figueres de moro.

## Ubicació
Està situada a una zona planera entre tanques de conreus d'herbàcies i arbrat de seca, prop de les cases de possessió.

## Materials
Pedra calcària sense adobar.

## Mesures
29cm d'amplària i 1m d'alçada.